# نيك زينر
نيك زينر (بالإنجليزية: Nick Zinner)‏ هو كاتب أغاني وعازف قيثارة وموسيقي ومصور ومنتج أسطوانات أمريكي، ولد في 8 ديسمبر 1974 في Sharon, Massachusetts ‏ في الولايات المتحدة.

## وصلات خارجية
- نيك زينر على موقع IMDb (الإنجليزية)
- نيك زينر على موقع ميوزك برينز (الإنجليزية)
- نيك زينر على موقع ديسكوغز (الإنجليزية)
- نيك زينر على موقع قاعدة بيانات الفيلم (الإنجليزية)